# Вальдбрайтбах
Вальдбрайтбах (нім. Waldbreitbach) — громада в Німеччині, розташована в землі Рейнланд-Пфальц. Входить до складу району Нойвід. Центр об'єднання громад Вальдбрайтбах.
Площа — 6,39 км2. Населення становить 1868 ос. (станом на 31 грудня 2020).

## Галерея

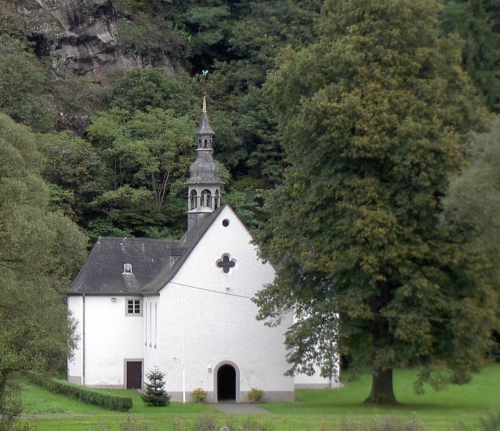
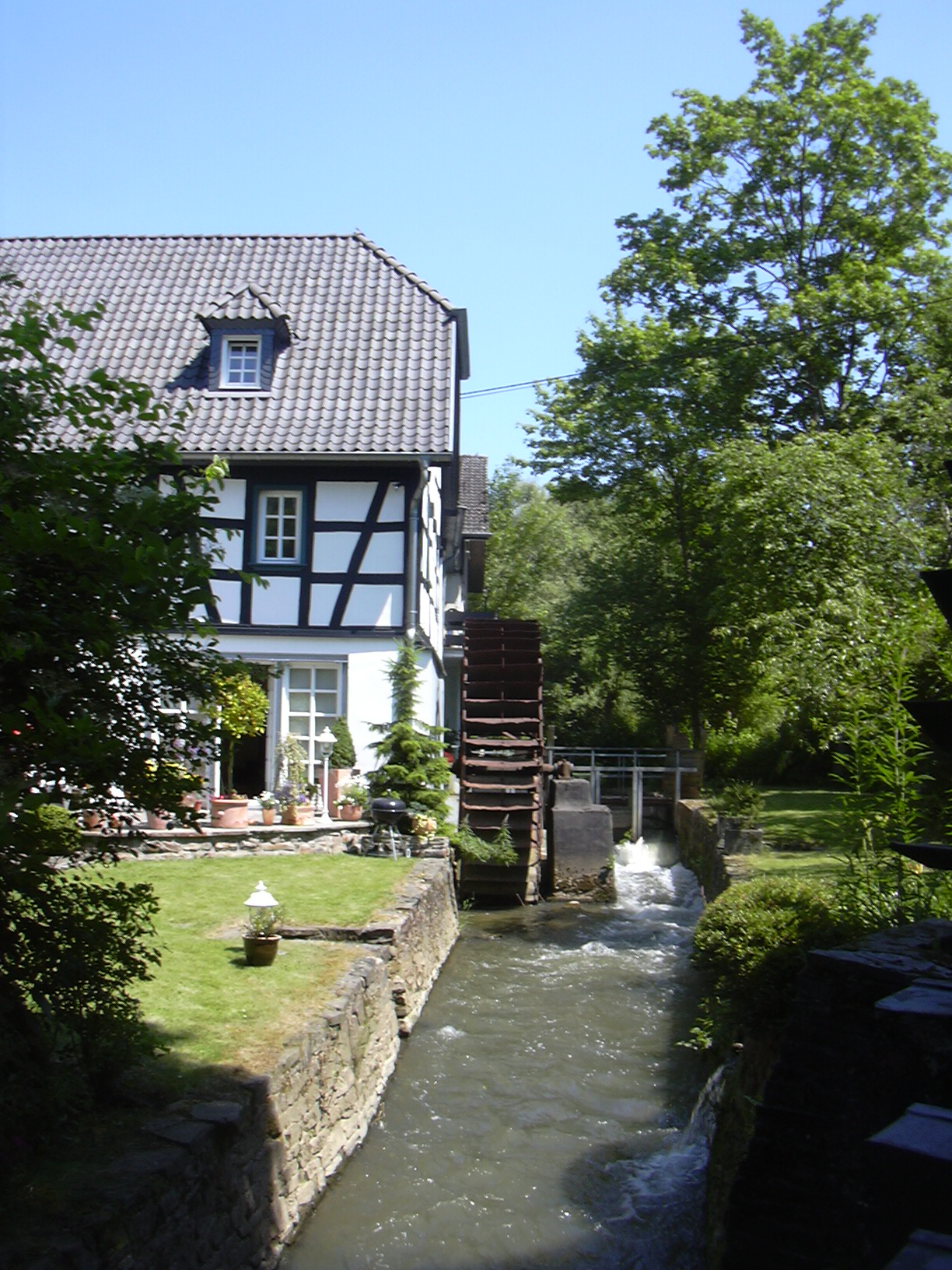
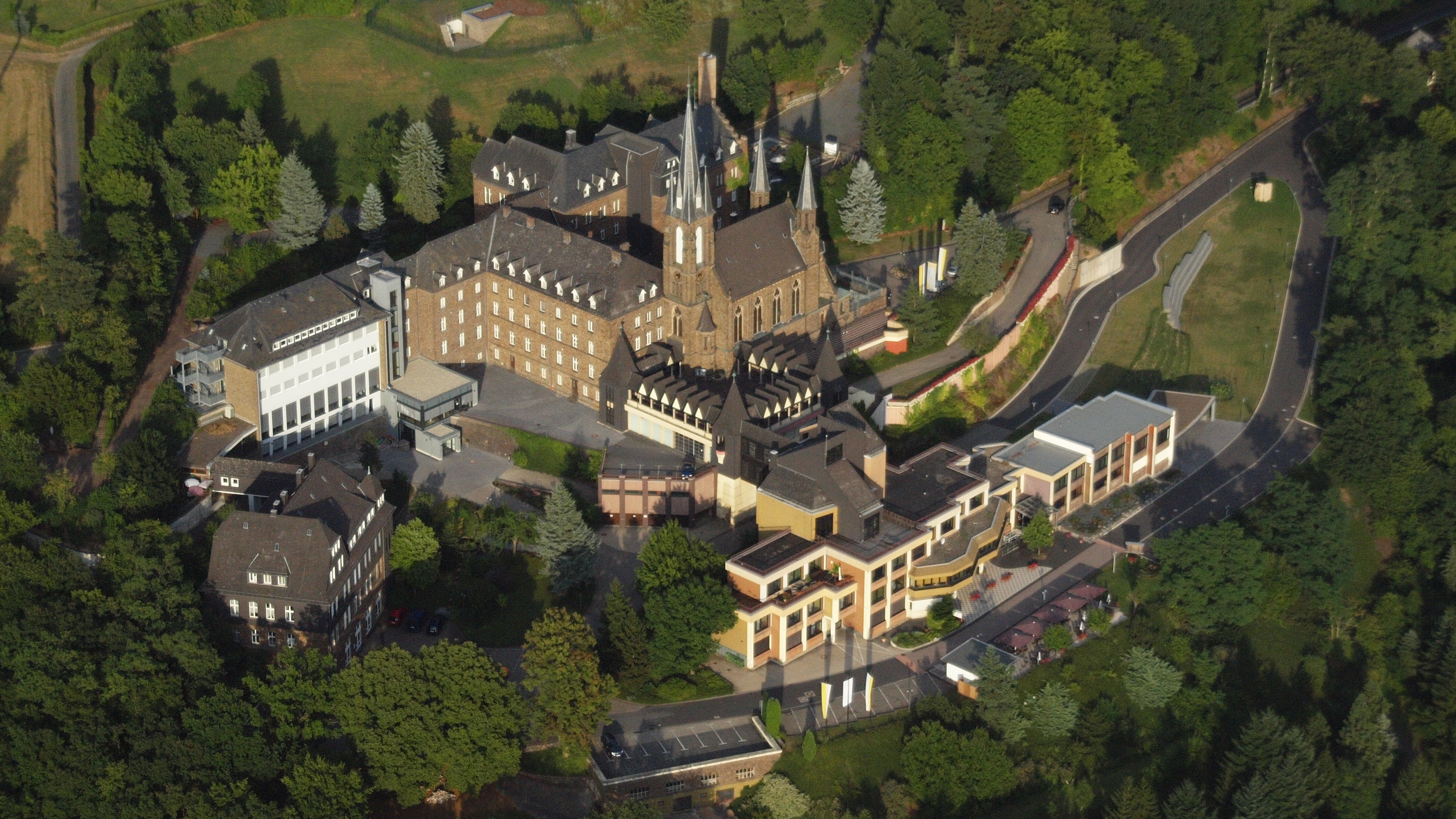
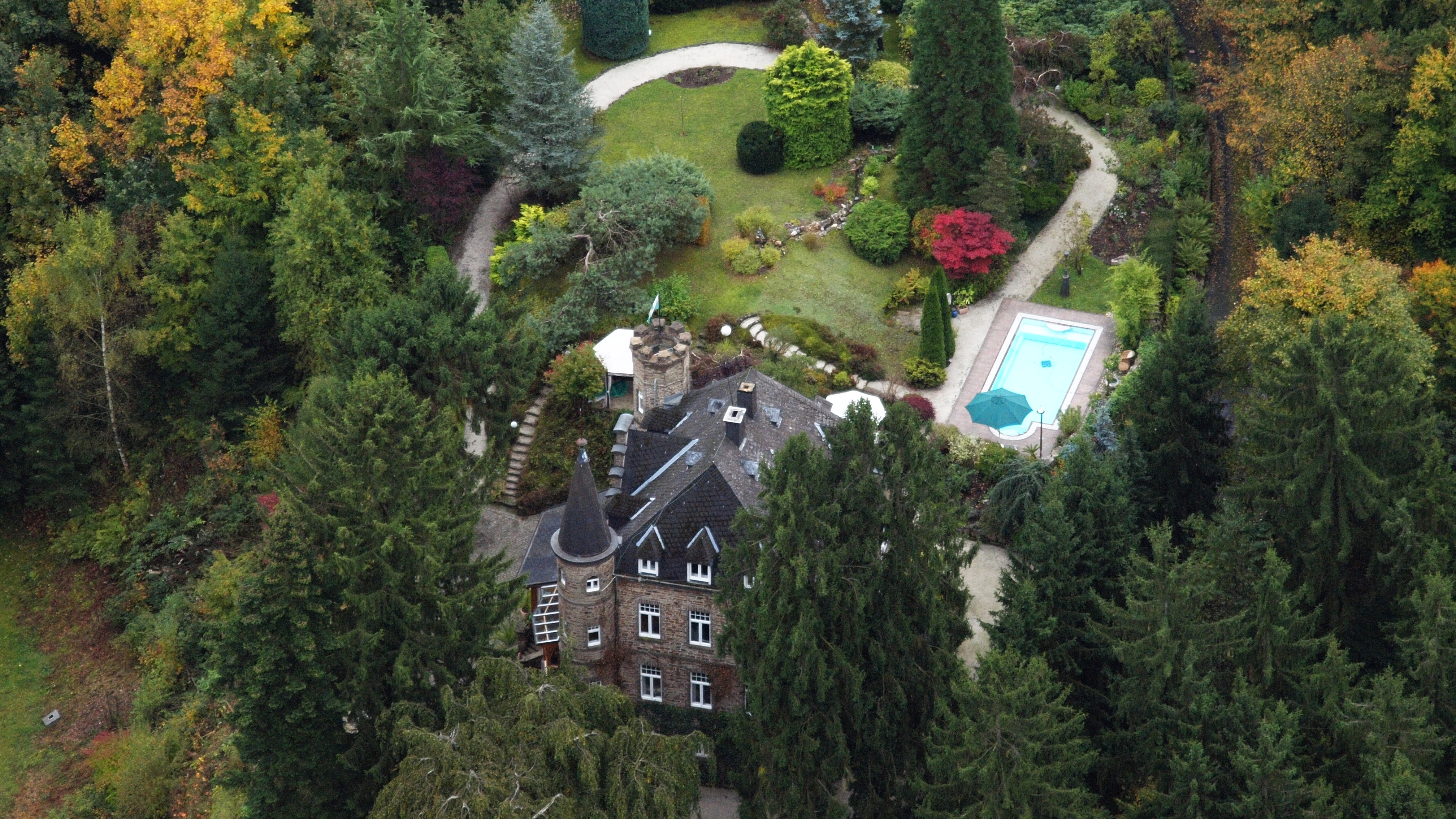
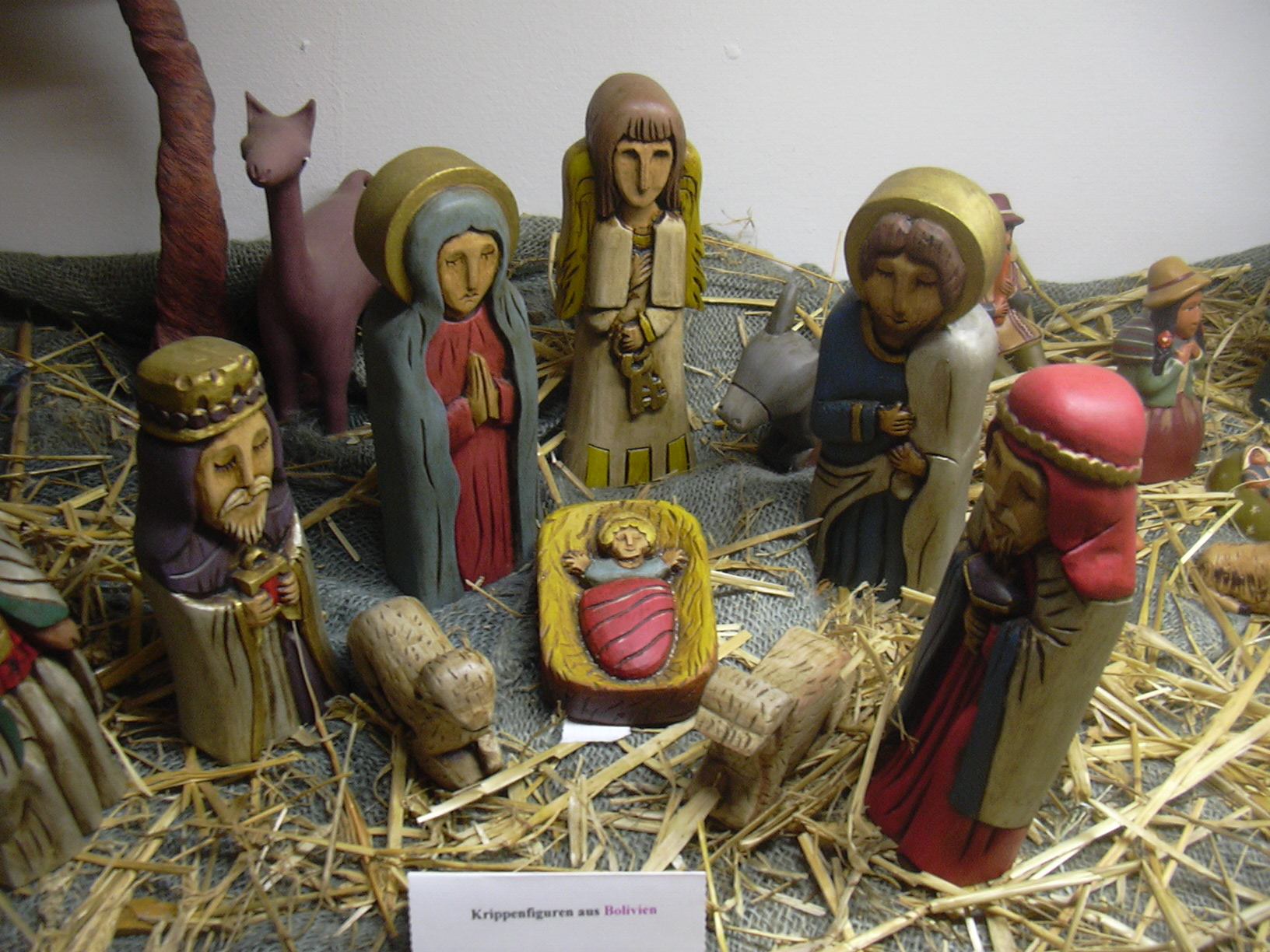